# فيرخنيايا سالدا
فيرخنيايا سالدا (بالروسية: Верхняя Салда) هي إحدى مدن روسيا في الكيان الفدرالي الروسي أوبلاست سفردلوفسك.